# Mátramindszent
Mátramindszent is een plaats (község) en gemeente in het Hongaarse comitaat Nógrád. Mátramindszent telt 925 inwoners (2001).